# Armeens monument (Assen)
Het Armeens monument werd in 2001 geplaatst op begraafplaats De Boskamp in de Nederlandse stad Assen.

## Beschrijving
Het monument, een chatsjkar, bestaat uit een twee meter hoge staande plaat van tufsteen. De chatsjkar is gedecoreerd met een kruis, rozetten en plantkundige motieven. Bovenaan de plaat is een Christusfiguur, geflankeerd door twee musicerende engeltjes, afgebeeld.

Aan de voet van de chatsjkar is een klein altaar geplaatst, met daarop in het Nederlands en Armeens de tekst: 
Ter herdenking aan onze Armeense voorouders uit de periode 1910-1920

## Totstandkoming
Initiatiefnemer Nicolai Romashuk wilde in 1999 in Assen een monument plaatsen ter herinnering aan de Armeense Genocide in de jaren 1910-1920. Hij kreeg toestemming van de gemeente en liet in Armenië een gedenkteken maken. Toen het gemeentebestuur liet weten dat de toestemming op een vergissing berustte, tekende hij met succes bezwaar aan bij de commissie voor bezwaar en beroep. Romashuk wilde het monument op 24 april 2000, op de nationale herdenkingsdag van Armenië, onthullen.

### Protesten
De Turkse gemeenschap, die de genocide niet erkent, kwam in opstand en legde uit protest zwarte kransen bij het gemeentehuis. De Turkse consul riep namens zijn regering burgemeester Dineke van As ter verantwoording. De gemeente liet echter weten de toestemming niet in te trekken, omdat het zou gaan om een gedenksteen voor overleden voorouders en niet om een genocidemonument.
De Turkse gemeenschap was het niet eens met de geplande tekst op het monument ("Ter nagedachtenis van de onschuldige Armeense slachtoffers van de genocide in 1915"). Na dreigende demonstraties van diverse Turkse organisaties, besloot de gemeente in april 2000 de onthulling uit te stellen en de aanvraag voor het gedenkteken alsnog ter inzage te leggen. Daarbij speelde niet de vraag of er een monument zou komen, maar hoe het eruit zou zien en welke tekst er op of bij zou komen te staan. Op de vergunningaanvraag kwamen 1907 reacties binnen, waarvan 994 reacties tegen plaatsing en 913 reacties voor. Burgemeester en wethouders besloten een vergunning voor plaatsing af te geven, omdat zij het verzoek van Romashuk om zijn voorouders te kunnen herdenken in Assen zwaarder vonden wegen dan de argumenten vanuit de Turkse gemeenschap.
In overleg met de gemeente liet Romashuk de tekst van het monument aanpassen, zodat er niet meer direct werd verwezen naar genocide. Turken uit binnen- en buitenland bleven protesteren en na een mailbombardement zag de gemeente zich genoodzaakt haar e-mailadres te veranderen.
De commissie bezwaar en beroep beoordeelde de zaak opnieuw en kwam tot het oordeel dat Romashuk alleen een gedenkteken voor zijn eigen familie zou mogen oprichten. B & W legde het advies van de commissie naast zich neer.

### Rechtszaken
In maart 2001 spande de Turks Islamitische Culturele Vereniging in Assen een rechtszaak aan tegen de gemeente Assen. De rechtbank oordeelde een maand later dat de vereniging niet als belanghebbende kon worden beschouwd en verklaarde het beroep van de Turken niet-ontvankelijk. De vereniging bracht de zaak voor de Raad van State. In augustus 2002 verklaarde ook deze rechter de vereniging niet-ontvankelijk.

### Onthulling
Ondanks de nog lopende rechtszaak werd op 24 april 2001 het monument op de begraafplaats in Assen onthuld door de leider van de Armeense kerk in Frankrijk, in aanwezigheid van ruim 400 Armeniërs. Sindsdien wordt er jaarlijks op 24 april een herdenking gehouden. Sprekers als Leen van Dijke en Freek de Jonge hebben bij de vieringen aandacht gevraagd voor de Armeense zaak.